# Banica
Banica (románul Bănița) falu Romániában, Erdélyben, Hunyad megyében.

## Fekvése
A Sztrigy patak völgye felé vezető hágó alatt, Petrozsény és Merisor közt fekvő település.

## Története
A falu nevét 1770-ben említette először oklevél Banyica néven.
1808-ban Banyicza, Banicza, Bansdorf neveken írták.
Banica 1850 előtt Merisor része volt. 1861-ben Bányicza néven említették.
A falut Merisor felől megközelítve érjük el a Maros és a Zsil 756 m-en található vízválasztóját is. A településnek mészkőbányja és mészégető telepe van. Tőle keletre, festői völgyön áthaladva található a Boli-barlang és egy szűk szoros, ahol a Piski–Petrozsény-vasútvonal 66 kanyarját, 8 alagútját és több viaduktját is összeszámolhatjuk.
A falu fölött láthatók az 1872-ben lerombolt középkori vár maradványai, melynek köveit a vasút alagútjának építéséhez használták fel. A Boli-barlang nyílása is a falu vasútállomása fölött látható.
1910-ben 691 lakosából 618 fő román, 59 magyar, 8 német volt. Ebből 36 római katolikus, 280 görögkatolikus, 346 görögkeleti ortodox volt.
A trianoni békeszerződés előtt Hunyad vármegye Petrozsényi járásához tartozott.

## Nevezetességek
- Római katolikus temploma
- Görögkatolikus templom
- Ortodox templom